# Villamardones
Villamardones es un despoblado que actualmente forma parte del concejo de Valderejo, que está situado en el municipio de Valdegovía, en la provincia de Álava, País Vasco (España).

## Historia
La localidad aparece mencionada en un texto de 948 bajo el nombre de Mabordones, siendo la referencia escrita más antigua de cualquiera de los cuatro pueblos del valle del río Purón.[cita requerida]
Hacia mediados del siglo XIX, el lugar, por entonces perteneciente al ayuntamiento de Valderejo, tenía contabilizada una población de veinte habitantes. Aparece descrito en el decimosexto y último volumen del Diccionario geográfico-estadístico-histórico de España y sus posesiones de Ultramar de Pascual Madoz con las siguientes palabras:

VILLAMARDONES: l. del ayunt. de Valderejo en la prov. de Alava (á Vitoria 9 leg.), part. jud. de Añana (5), aud. terr. y dióc. de Búrgos, c. g. de las Provincias Vascongadas. sit. en una cuesta; clima frio; reina el viento N. y se padecen fiebres y reumatismos. Tiene 7 casas; igl. parr. (Sta. Maria) servida por un beneficiado; una ermita (San Lorenzo) y para surtido del vecindario 2 fuentes de aguas comunes. El térm. confina N. La-Lastra; E. Prada; S. Ribera, y O. La-Hoz; comprendiendo dentro de su jurisd. una deh. poblada de hayas. El terreno es estéril. caminos: los locales en mal estado; el correo se recibe en Valpuesta. prod.: trigo, cebada, avena, yeros y legumbres; cria de ganado de toda especie; caza de liebres, perdices y palomas. ind.: ademas de la agrícola y pecuaria un molino harinero. pobl.: 4 vec., 20 alm. contr. con su ayunt. (V.).
(Madoz, 1850, p. 181)

En la actualidad, pertenece al municipio de Valdegovía. En 2022, no tenía empadronado ningún habitante.

## Demografía
| Gráfica de evolución demográfica de Villamardones entre 1800 y 2017               |
|                                                                                   |
| Población de derecho, según los censos de población de la Enciclopedia Auñamendi. |

## Patrimonio
Quedan en el lugar los restos de una iglesia de Santa María.